# Lodewijk van Nassau-Weilburg (1761-1770)

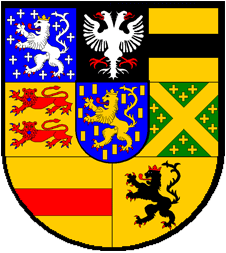
Het wapen van Lodewijk van Nassau-Weilburg

Lodewijk van Nassau-Weilburg, volledige voornamen Willem Lodewijk Karel, (Den Haag, 12 december 1761 - Kirchheim, 16 april 1770), was de tweede zoon van vorst Karel Christiaan van Nassau-Weilburg en prinses Carolina van Oranje-Nassau, dochter van prins Willem IV van Oranje-Nassau en prinses Anna van Hannover.
Lodewijk werd op 20 december 1761 gedoopt te Den Haag. Door het overlijden van zijn oudste broer George Willem Belgicus op 27 mei 1762 werd Lodewijk erfprins van het vorstendom Nassau-Weilburg. Hij werd in 1765 benoemd tot kolonel van het Overijsselse regiment cavalerie. Zijn moeder noemde hem sindsdien in haar brieven schertsend «Colonel Lutz». Lodewijk werd in 1767 benoemd tot proost van Sint-Jan te Utrecht. Hij overleed enkele dagen nadat hij plotseling ziek was geworden, en werd begraven in de gereformeerde kerk te Kirchheimbolanden.

## Stamboom
|             | Stamboom Willem Lodewijk Karel van Nassau-Weilburg (1761-1770)                                       | Stamboom Willem Lodewijk Karel van Nassau-Weilburg (1761-1770)                                 |
| ----------- | --- | ---------------------------------------------------------------------------------------------- |
| Grootouders | Karel August van Nassau-Weilburg (1685-1753) x 1723 Augusta Frederika van Nassau-Idstein (1699-1750) | Willem IV van Oranje-Nassau (1711-1751) x 1734 Anna van Hannover (1709-1759)                   |
| Ouders      | Karel Christiaan van Nassau-Weilburg (1735-1788) x 1760 Carolina van Oranje-Nassau (1743-1787)       | Karel Christiaan van Nassau-Weilburg (1735-1788) x 1760 Carolina van Oranje-Nassau (1743-1787) |
|             | Willem Lodewijk Karel van Nassau-Weilburg (1761-1770)                                                |                                                                                                |
| Kinderen    | Geen                                                                                                 | Geen                                                                                           |